# Криволак
Крѝволак (на македонска литературна норма: Криволак) е село в Северна Македония, в община Неготино.

## География
Селото е разположено в областта Тиквеш на около 3 км северно от общинския център Неготино. Западно от селото преминава река Вардар. Селото разполага с богато землище, но изключително благоприятно за развитието му се отразява стратегическото разположение на шосейната и железопътна връзка на Скопие и Северна Македония със Северна Гърция и Солун. Благоприятсва развитието и близостта до градските центрове на Тиквешията – Неготино и Кавадарци.

## История
В XIX век Криволак е изцяло българско село в Тиквешка кааза на Османската империя. Според статистиката на Васил Кънчов („Македония. Етнография и статистика“) от 1900 година Криволакъ има 725 жители, всички българи, от които 75 християни и 650 мохамедани.
Криволак влиза в българската военна история. През 1913 и 1915 година тук се водят две големи битки с българско участие.
През Междусъюзническата война през 1913 година при Криволак български части се сражават със сръбски войски в кръвопролитно тридневно сражение. В резултат на сраженията в Криволак са погребани 645 български военнослужещи. След войната Криволак остава в Сърбия.
След намесата на България в Първата световна война през 1915 година край Криволак отново се развива кърваво сражение между настъпващите български части и окупиралите района френски части, дошли от Солун. В спечеленото от българите сражение на 6 ноември 1915 година загива войводата Христо Чернопеев.
След края на войната сръбската власт е възстановена. В Криволак се заселват сръбски колонисти, които с частни средства изкупуват земя от землището на селото.
Селището влиза в състава на Кралство Югославия чак до пролетта на 1941 година. В този период има значителни етнически промени. На етническата си карта от 1927 година Леонард Шулце Йена показва Криволак (Krivolak) като българо-мохамеданско (помашко). До 1928 година една част от помаците се изселват в Турция.
В 2000 година е изградена църквата „Възнесение Христово“, осветена в 2006 година.
В околностите на Криволак се намира един от полигоните на Армията на Северна Македония, където се провеждат международни военни учения.

## Личности
Починали в Криволак
- Алекси Лазаров, български военен деец, подпоручик, загинал през Междусъюзническа война[6]
- Асен Попов Илиев, български военен деец, поручик, загинал през Първата световна война[7]
- Асен Ташев Георгиев, български военен деец, поручик, загинал през Първата световна война[8]
- Богдан Петров Петров, български военен деец, подполковник, загинал през Първата световна война[9]
- Богдан Христов Миндизов (Мендизов), български военен деец, подпоручик, загинал през Междусъюзническа война[10]
- Боян Гусев Стратиев, български военен деец, поручик, загинал през Първата световна война[11]
- Владимир Бонев Гюров, български военен деец, подпоручик, загинал през Междусъюзническа война[12]
- Владимир Г. Близнаков, български военен деец, капитан, загинал през Първата световна война[13]
- Владимир Пеев Пеев, български военен деец, капитан, загинал през Междусъюзническа война[14]
- Георги Атанасов Златаров (Златарев), български военен деец, подпоручик, загинал през Първата световна война[15]
- Георги Георгиев Ефтимов, български военен деец, подпоручик, загинал през Първата световна война[16]
- Георги Иванов Бисерински, български военен деец, подпоручик, загинал през Първата световна война[17]
- Георги Иванов Сердарев, български военен деец, подпоручик, загинал през Междусъюзническа война[18]
- Георги Костов Попгеоргиев, български военен деец, подпоручик, загинал през Първата световна война[19]
- Георги Митрев (1880 – 1915), български революционер, деец на ВМОРО
- Димитър Гегов Ангелов, български военен деец, подпоручик, загинал през Междусъюзническа война[20]
- Димитър Кръстев Митрушев, български военен деец, капитан, загинал през Първата световна война[21]
- Димитър Малинов Гьошев (Гошев), български военен деец, подпоручик, загинал през Първата световна война[22]
- Димитър Пинджуров (1884 – 1915), български революционер, деец на ВМОРО
- Жак Конортов Якимов, български военен деец, подпоручик, загинал през Първата световна война[23]
- Живко Василев Крапчев, български военен деец, подпоручик, загинал през Първата световна война[24]
- Иван Златев, български военен деец, поручик, загинал през Междусъюзническа война[25]
- Иван Стойнов Карагьозов, български военен деец, поручик, загинал през Първата световна война[26]
- Илия Ангелов Цирункаров, български военен деец, поручик, загинал през Първата световна война[27]
- Илия Костов Комитов, български военен деец, подпоручик, загинал през Първата световна война[28]
- Коста Чукаров (1882 – 1915), български революционер от ВМОРО
- Милош Димитров Станишев, български военен деец, капитан, загинал през Първата световна война[29]
- Никола Андреев Андреев, български военен деец, подпоручик, загинал през Междусъюзническа война[30]
- Никола Благов Бечев, български военен деец, подпоручик, загинал през Междусъюзническа война[31]
- Никола Илиев Стефанов, български военен деец, подпоручик, загинал през Първата световна война[32]
- Никола Стоичков Папагонов, български военен деец, подпоручик, загинал през Първата световна война[33]
- Никола Т. Манафов, български военен деец, подпоручик, загинал през Междусъюзническа война[34]
- Никола Тотев Тотев (Никола Патев), български военен деец, подпоручик, загинал през Междусъюзническа война[35]
- Николай Кръстанов Харалампиев, български военен деец, поручик, загинал през Първата световна война[36]
- Петко Илионов Стамболиев, български военен деец, поручик, загинал през Междусъюзническа война[37]
- Петър Стоянов, български революционер от Купа, деец на ВМОРО, убит при Криволак[38]
- Радослав Преславски, български военен деец, подпоручик, загинал през Първата световна война[39]
- Рашко Николов Николов, български военен деец, майор, загинал през Междусъюзническа война[40]
- Славе Димитров Тодоров, български военен деец, подпоручик, загинал през Първата световна война[41]
- Славейко Наумов Стрезов, български военен деец, поручик, загинал през Първата световна война[42]
- Спас Георгиев (Петров) Проданов, български военен деец, подпоручик, загинал през Първата световна война[43]
- Станислав Д. Доспевски, български военен деец, капитан, загинал през Първата световна война[43]
- Стоян Тилков Димитров, български военен деец, капитан, загинал през Междусъюзническа война[44]
- Тодор Иванов Кюлюмов, български военен деец, майор, загинал през Първата световна война[45]
- Христо Загорски, български военен деец, майор, загинал през Междусъюзническа война[46]
- Христо Костов Костов (Ваклиев), български военен деец, капитан, загинал през Първата световна война[47]
- Христо Томов Гайдаджиев, чин: редник, набор: 1909, част: 21-ви пехотен полк, 14-а рота, убит на 21 юни 1913 г. край с. Криволак, околия Щипска, погребан в с. Криволак. Виж ДВИА, ф. 39, оп. 1, а.е. 16, л. 70.
- Христо Чернопеев (1868 – 1915), български военен деец и революционер, струмишки окръжен войвода на ВМОРО
- Янко Филипов, български военен деец, капитан, загинал през Междусъюзническа война[48]

## Други
На Криволак е наречена улица в квартал „Лозенец“ в София (Карта).